# Charles Rochussen

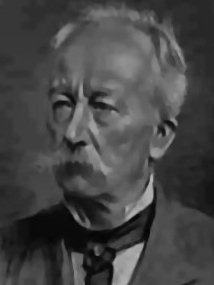
Charles Rochussen.

Charles Rochussen, född den 1 augusti 1814 i Rotterdam, död där den 22 september 1894, var en holländsk målare. 
Rochussen var en mångsidig konstnär, bataljmålare, raderare och illustratör. Målningar av Rochussen ses i museer i Amsterdam, Rotterdam och på fler ställen i Holland. Hans far och äldre bror, Hendrik Rochussen den äldre och den yngre, var båda målare.